# Rectocyclammina
Rectocyclammina es un género de foraminífero bentónico de la familia Everticyclamminidae, de la superfamilia Loftusioidea, del suborden Loftusiina y del orden Loftusiida. Su especie tipo es Rectocyclammina chouberti. Su rango cronoestratigráfico abarca el Kimmeridgiense (Jurásico superior).

## Discusión
Clasificaciones previas incluían Rectocyclammina en la subfamilia Choffatellinae de la familia (Cyclamminidae de la superfamilia Loftusioidea , así como en el suborden Textulariina del orden Textulariida o en el orden Lituolida.

## Clasificación
Rectocyclammina incluye a las siguientes especies:
- Rectocyclammina arrabidensis †
- Rectocyclammina chouberti †
- Rectocyclammina recta †